# Simon Paulli

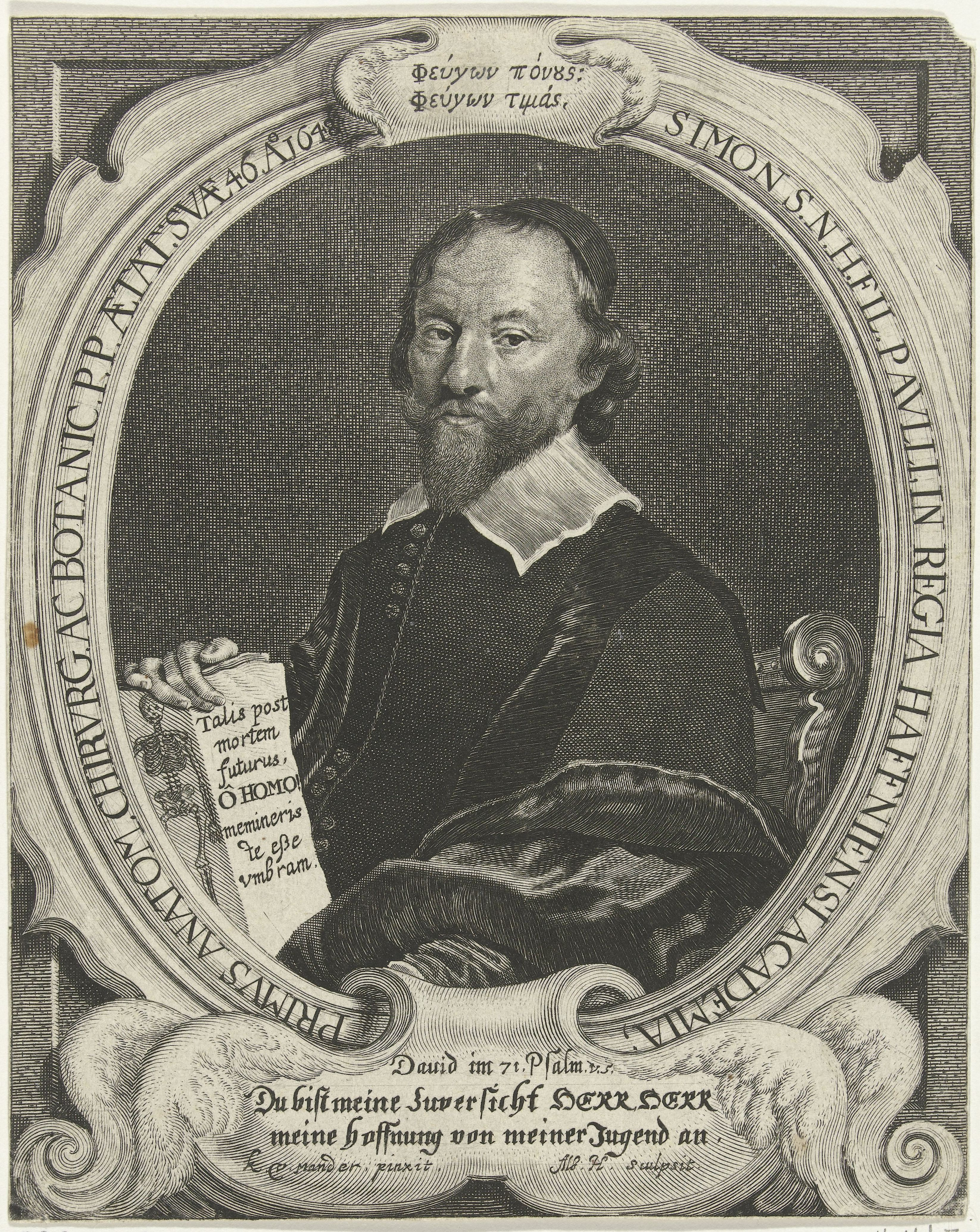
Simon Paulli

Simon Paulli  (6 de abril de 1603 a 25 de abril de 1680), fue un médico y naturalista danés. Fue profesor de anatomía, cirugía y botánica en la Universidad de Copenhague. El género Paullinia lleva su nombre.
Paulli fue el primer médico de la corte de Federico III de Dinamarca, y ha hecho contribuciones valiosas a la anatomía y la botánica. Fue autor y publicó varios tratados en la medicina y la botánica, en particular,  Quadripartitum Botanicum. También fue una fuerza motriz entre el establecimiento de la Domus Anatómica, el primer Anfiteatro anatómico en Copenhague.

## Primeros años
Paulli nació en Rostock el 6 de abril de 1603. Su abuelo, Simon Paulli, Sr., era un teólogo alemán y primer superintendente de la ciudad de Rostock. Su padre, Henry Paulli, era  médico de la reina viuda de Dinamarca. Tuvo tres hijos: Jacob Henrik (1637-1702), un anatomista y diplomático en los servicios daneses; Daniel (1640-1684), un librero y editor en Copenhague,   Simon, también impresor y editor en Estrasburgo; y Olliger (Holger) Paulli (1644-1714), un exitoso comerciante, secretario de la Compañía Danesa de las Indias Orientales, periodista y editor.
Paulli fue educado en varios lugares, incluyendo Rostock, Leiden, París y Copenhague. Se matriculó en la Universidad de Copenhague entre 1626 y 1629. Recibió su M.D de Wittenberg. Trabajó como médico en Rostock y Lübeck como médico y más tarde se convirtió en profesor de anatomía en la universidad Finck. Con la ayuda de Federico III, estableció el "Anfiteatro anatómico" en Copenhangen. Murió el 25 de abril de 1680 en Copenhague.

## Trabajos

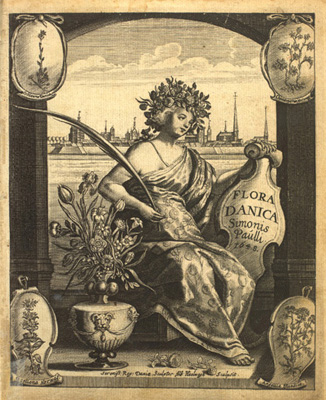
Flora danica portada

- Quadripartitum Botanicum, de Simplicium Medicamentorum Facultatibus:- un Latin quarto sobre plantas medicinales publicada en 1639.
- Flora Danica:-  un volumen publicado en plantas de jardín y las nativas conocidos en Dinamarca en 1648.[1]
- Commentarius De Abusu Tabaci Americanorum Veteri, Et Herbæ Thee Asiaticorum in Europe Novo:- Este trabajo fue contra el tabaco y el té publicado en 1661. Más tarde fue traducido al inglés por "Dr. James 'en 1746 como A treatise on tobacco, tea, coffee, and chocolate. In which I. The advantages and disadvantages attending the use of these commodities.[10]
- Anatomical and Medicini Bedencken[2][3][4][8]

## Honores
El género Paullinia,  de arbustos, árboles pequeños y lianas en la familia Sapindaceae  se llama así en honor a él.